# Licario
Vous lisez un « bon article » labellisé en 2011.

L’Empire byzantin sous Michel en 1265.

Licario, appelé Ikarios (en grec : Ἰκάριος) par les chroniqueurs grecs, né vers 1240 et mort vers 1290, est un amiral byzantin d'origine italienne au XIIIe siècle. En désaccord avec les barons de l'Eubée, sa terre d'origine, il entre au service de l'empereur Michel VIII Paléologue et reconquiert pour le compte des Byzantins la plupart des îles de la mer Égée. En récompense, il reçoit l'Eubée comme fief et obtient le rang de mégaduc (chef de la marine byzantine), ce qui fait de lui le premier étranger à obtenir une telle distinction.

## Origines et premières années
Licario est né sur l'île d'Eubée (alors aux mains des latins depuis la quatrième croisade), d'un père originaire de Vicenza. Il est d'origine modeste mais capable et ambitieux. Il sert à Carystos comme chevalier sous le seigneur tiercier latin Giberto II da Verona. Il se marie avec Felisa, la sœur de Giberto et la veuve du tiercier Narzotto dalle Carceri. Toutefois, cette union n'obtient pas l'accord de la famille de Felisa et se fait donc secrètement. Malgré cela, le mariage est annulé et, pour fuir la capture, Licario  se réfugie dans le fort d'Anemopylae près du cap Kafireas et rassemble un petit groupe de partisans avec qui il pille les possessions environnantes appartenant aux nobles de l'île,,.

## Au service de l'Empire byzantin

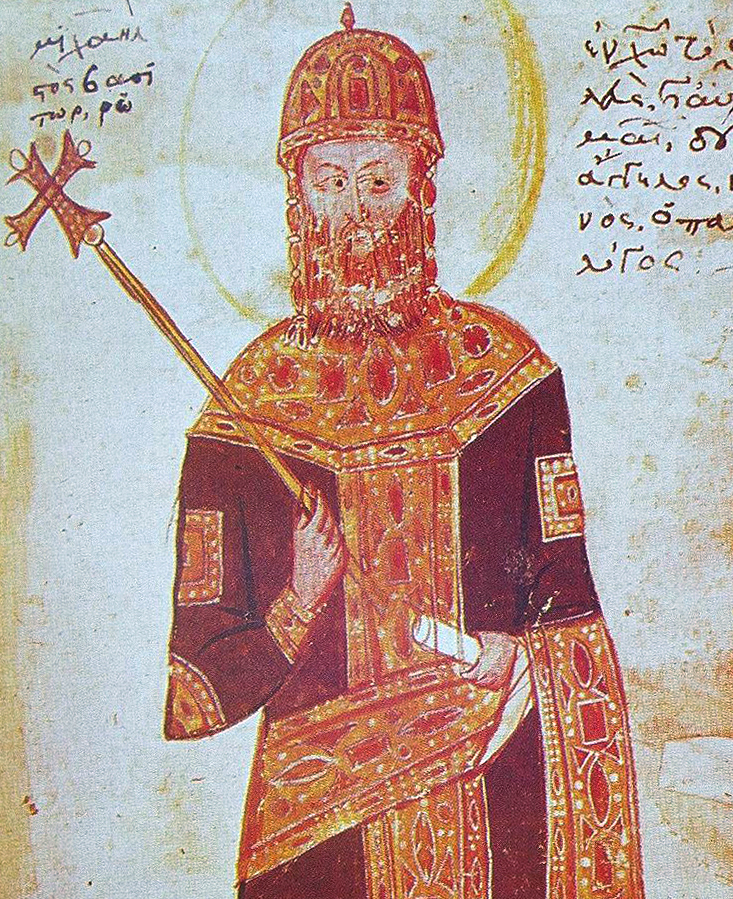
L'empereur Michel VIII qui recrute Licario.

À la même époque, l'Empire byzantin restauré par Michel VIII Paléologue cherche à reprendre le contrôle de l'Eubée. Cette dernière est la possession insulaire majeure des Latins en mer Égée et constitue une base pour les activités de piraterie en direction des terres. De surcroît, par sa situation géographique, l'Eubée occupe une position stratégique pour une intervention en Grèce continentale. Déjà, probablement en 1269-1270, la flotte byzantine, dirigée par Alexis Philanthropénos, a attaqué et a pris possession de la ville d'Oréos, l'une des principales forteresses latines au nord de l'île,.
S'opposant au refus persistant des barons de l'île à traiter avec lui, désirant se venger et avide de gloire et de richesse, Licario se présente lui-même à Philanthropénos et lui offre ses services. Philanthropénos l'amène à l'empereur qui est impatient d'utiliser les services d'Occidentaux talentueux. Il a déjà enrôlé plusieurs corsaires italiens à son service,. Licario devient le vassal de l'empereur selon les règles féodales occidentales. En retour, il obtient le commandement d'importantes troupes impériales. Sous sa direction, les Byzantins peuvent maintenant monter d'importantes tentatives de reconquêtes des îles Égéennes. De surcroît, l'armée byzantine est renforcée par la défection de nombreux Grecs présents sur ces îles,.
Aux alentours de l'année 1272, les seigneurs tierciers lombards font appel à Guillaume II de Villehardouin et Dreux de Beaumont, maréchal du royaume angevin de Sicile, pour combattre les forces byzantines dirigées par Licario dans le nord de l'ile. Guillaume parvient à reprendre la forteresse de La Cuppa mais de Beaumont est défait lors d'une bataille rangée sous Oréos et se replie à la demande de Charles Ier d'Anjou. Entre ces évènements et 1275, selon la chronique vénitienne de Marino Sanuto, Licario lui-même sert dans l'armée byzantine en Asie Mineure où il remporte une victoire contre les Turcs.

## Conquête de l'Eubée et campagnes en mer Égée
En 1276, peut-être à la suite de leur grande victoire contre les seigneurs tierciers lombards à la bataille de Démétrias, les Byzantins reprennent leur offensive en Eubée. Licario attaque sa ville natale de Carystos, siège de la seigneurie méridionale, et la prend après un long siège au cours de l'année 1276. Michel VIII le récompense en lui donnant l'ensemble de l'île comme fief ainsi qu'une épouse grecque issue de la noblesse avec une riche dot. En retour, Licario promet d'envoyer 200 chevaliers à l'empereur,,. Licario obtient aussi probablement vers cette date le titre de mega konostaulos, c'est-à-dire de chef des mercenaires latins. Finalement, il est nommé mégaduc à la suite de la mort de Philanthropénos vers 1276. Il est le premier étranger à recevoir cette dignité,,.
Il dirige ensuite la marine byzantine lors d'une série d'expéditions contre les possessions latines en mer Égée. Skopelos est la première île à tomber aux mains des Byzantins alors que sa forteresse était réputée imprenable. Toutefois, Licario connaît les carences dans l'approvisionnement en eau de celle-ci et elle tombe lors de l'été particulièrement sec de l'année 1277. Son seigneur, Filippo Ghisi est capturé et envoyé à Constantinople. Ses autres possessions (Skyros, Skiathos et Amorgós) sont prises peu après,. À la suite de ces victoires, Licario conquiert les îles de Cythère et Anticythère au large de la côté méridionale du Péloponnèse puis Kéa, Astypalée et Santorin dans les Cyclades. La grande île de Lemnos est aussi prise bien que son seigneur, Paolo Navagaioso, résiste pendant près de trois ans avant de se rendre.
À la fin de l'année 1279 ou au début de l'année 1280, Licario débarque à Oréos au nord de l'ile d'Eubée et se dirige ensuite vers Négrepont. Ses forces comprennent de nombreux mercenaires espagnols et catalans ainsi que d'anciens partisans de Manfred Ier de Sicile ayant fui en Grèce à la suite de la mort de Manfred lors de la bataille de Bénévent contre Charles Ier d'Anjou. Alors qu'il atteint Négrepont, le tiercier Giberto II da Verona, le frère de Felisa ainsi que Jean Ier de la Roche, le duc d'Athènes, décident de combattre Licario. Les deux armées se rencontrent près du village de Vatondas, au nord-est de Négrepont. Licario y remporte une importante victoire et Jean de la Roche est capturé tandis que Giberto est soit tué (selon Sanudo) soit capturé et emmené comme prisonnier à Constantinople où il aurait trouvé la mort (selon Nicéphore Grégoras),.
À la suite de cette bataille, la ville de Négrepont semble sur le point d'être conquise par Licario. Toutefois, ce dernier se heurte à la résistance du cousin de Jean, Jacques de la Roche, seigneur d'Argos et de Nauplie, et du baile vénitien Niccolo Morosini Rosso qui conduisent la défense de la ville. Face à cette résistance et au risque de l'intervention de Jean Ier Doukas, le dirigeant de la Thessalie, Licario doit abandonner le siège de la ville,. Il décide de réduire les quelques forteresses encore aux mains des Latins dans l'île, dont il se rend entièrement maître vers 1280, à l'exception de la ville de Négrepont. Il mène avec sa flotte d'autres expéditions, contre les îles de Sifnos et de Serifos qui repassent sous le contrôle byzantin, avant de lancer un raid contre le Péloponnèse,.
Licario se rend ensuite à Constantinople où il se présente à Michel VIII Paléologue avec ses différents prisonniers. Alors qu'il est au sommet de sa gloire vers 1280, Licario disparaît des sources et la suite de son existence est inconnue. Il est probable qu'il soit mort à Constantinople,,.

## Bilan
Les conquêtes de Licario, temporaires, n'empêchent pas l'éviction progressive de Byzance par les Vénitiens et les autres seigneurs latins dans les décennies suivantes. Même en Eubée, les conquêtes importantes de Licario sont réconquises par les barons lombards avant 1296,. Néanmoins, les victoires de Licario accroissent le prestige de Michel VIII auprès des Latins. L'historien Deno John Geanakoplos le classe parmi les généraux ayant causé le plus de tort aux seigneurs latins de Grèce avec Jean Paléologue, le frère de l'empereur,,.